# Kommissarie Winter
Kommissarie Winter è una serie televisiva svedese di genere poliziesco prodotta dal 2001 al 2010 da SVT Drama e tratta dai romanzi di Åke Edwardson. Protagonista nella serie, nel ruolo del commissario Erik Winter, è l'attore Johan Gry, poi sostituito da Magnus Krepper; altri interpreti principali sono Krister Henriksson, Peter Andersson, Ulricha Johnson, Amanda Ooms, Lennart Jähkel, Jens Hultén, Maria Kuhlberg, Sharon Dyall, Niklas Hjulström, Victor Trägårdh, Pierre Lindstedt e Iwar Wiklander.
La serie si compone di 3 stagioni, per un totale di 20 episodi. Il primo episodio, intitolato Dans med en ängel (in due parti), fu trasmesso in prima visione dall'emittente SVT1 nel novembre 2001.

## Trama
Protagonista delle vicende è Erik Winter, un commissario della polizia criminale di Göteborg.

## Episodi
| Stagione         | Puntate | Prima TV Svezia | Prima TV Italia |
| ---------------- | ------- | --------------- | --------------- |
| Prima stagione   | 6       | 2001            | inedita         |
| Seconda stagione | 6       |                 | inedita         |
| Terza stagione   | 8       |                 | inedita         |

## Premi e nominination
- 2010: Nomination al premio Kristallen come miglior serie televisiva drammatica[8]